# Tófű
Tófű is een plaats (község) en gemeente in het Hongaarse comitaat Baranya. Tófű telt 127 inwoners (2001).